# Jules De Brouwer
Jules César (Juul) De Brouwer (Hamme, 16 maart 1872 - aldaar, 6 maart 1950) was een Belgisch syndicalist en politicus voor de BWP.

## Levensloop
De Brouwer werd beroepshalve zeeldraaier en was vervolgens textielarbeider. In 1909 werd hij verkozen in de Arbeids- en Nijverheidsraad en was bestendig secretaris van de textielbond De Vereenigde Werkbroeders. Vanaf 1919 was hij de voorzitter van de Socialistische Mutualiteiten van het arrondissement Dendermonde.
Hij werd ook politiek actief voor de BWP en was voor deze partij van 1921 tot 1946 gemeenteraadslid van Hamme. Bovendien zetelde hij van 1919 tot 1921 en van 1929 tot 1936 voor het kiesarrondissement Dendermonde in de Kamer van volksvertegenwoordigers en van 1936 tot 1946 in de Belgische Senaat: van 1936 tot 1939 als provinciaal senator van Oost-Vlaanderen en van 1939 tot 1946 als rechtstreeks gekozen senator voor het kiesarrondissement Dendermonde-Sint-Niklaas.